# Cathlorhynchus
A Cathlorhynchus az izmosúszójú halak (Sarcopterygii) osztályának tüdőshalalakúak (Ceratodontiformes) rendjébe, ezen belül a fosszilis Dipnorhynchidae családjába tartozó nem.

## Rendszerezés
A nembe az alábbi 2 faj tartozik:
- †Cathlorhynchus trismodipterus K.S.W. Campbell, Barwick & Senden, 2009 - típusfaj
- †Cathlorhynchus zengi Qiao & Zhu, 2015